# Chu Suanzi
Chu Suanzi (褚蒜子; 324–384), ou Impératrice Kangxian (康獻皇后, littéralement l'« impératrice joyeuse et sage »), ou Impératrice douairière Chongde (崇德太后), est une monarque de la Dynastie Jin de l'Est.

## Princesse et impératrice
Chu Suanzi est la fille de Chu Pou (褚裒), un fonctionnaire de niveau intermédiaire sous le règne de l'empereur Jin Chengdi et de Lady Xe. En grandissant, elle est reconnue pour son intelligence et sa sagesse et elle est mariée à Sima Yue, frère cadet de l'empereur. Ce dernier tombe gravement malade et nomme Sima Yue comme héritier. À sa mort, en 342, il lui succède sous le nom d'Empereur Jin Kandgi. Chu Suanzi devient l'impératrice Kangxian en 343, à 18 ans. Elle donne naissance à leur fils unique, Sima Dan, la même année.
Mais Jin Kandgi meurt après seulement deux ans de règne et son fils, Sima Dan, devient l'empereur Jin Mudi.

## Régente et impératrice douairière

### Sous le règne de l'empereur Jin Mudi
Jin Mudi monte sur le trône alors qu'il n'a que quelques mois et Chu Suanzi exerce la régence. Mais la réalité du pouvoir est entre les mains de l'oncle du nouvel empereur, Sima Yu, et du fonctionnaire He Chong (何充). Ce dernier est remplacé par Cai Mo après sa mort, en 346.
Après la conquête de Cheng Han en 347 par le général Huan Wen (en), le gouvernement impérial perd son autorité sur les provinces de l'Ouest. En 348, Sima Yu et Cai Mo font appel à Yin Hao (en) afin de contrebalancer l'influence grandissante du général.
Chu Pou, le père de l'impératrice douairière, meurt en 348 après l'échec de sa campagne contre le Zhao antérieur. Au cours des années suivantes, cependant, de nombreuses provinces du sud du Zhao antérieur changent leur allégeance en faveur de la dynastie Jin.
Cai Mo est disgracié en 350, puis c'est au tour de Yin Hao en 352, après deux expéditions ratées contre les provinces du Yan antérieur et du Qin antérieur.
À partir de ce moment-là, le gouvernement impérial ne s'oppose plus à Huan Wen. En 354, il attaque le Qin antérieur, s'approchant à quelques kilomètres de Chang'an, la capitale, mais il est finalement repoussé. En 356, il marche à nouveau vers le nord et réussit à forcer Yao à quitter la région de Luoyang, ce qui permit à la dynastie Jin de reprendre le contrôle du territoire au sud du Fleuve Jaune.
En 357, l'empereur Jin Mudi a 14 ans et accompli son rite de passage (jiaguanli (加冠禮)). L'impératrice douairière Chu quitte officiellement son rôle de régente et s'installe au palais de Chongde (崇德宮), qui deviendra sa résidence jusqu'à la fin de sa vie.
Mais en 361,Jin Mudi meurt à l'âge de 18 ans, sans héritier. L'impératrice douairière Chu ordonne alors que son cousin Sima Pi, le prince de Langye et fils aîné de l'empereur Jin Chengdi, soit nommé empereur. Il monte sur le trône en tant qu'empereur Jin Aidi.

### Sous le règne de l'empereur Jin Aidi
L'empereur Jin Aidi a 21 ans au moment de son ascension et l'impératrice douairière Chu n'est pas été régente au départ. Cependant, en 364, il est empoisonné par des pilules prescrites par des magiciens et qui devaient lui garantir l'immortalité. Il ne peut pas gérer les affaires d'état et l'impératrice douairière Chu redevient régente. Il ne se remet pas de sa maladie et meurt au début de l'année suivante. Son frère cadet, Sima Yi, prince de Langye, lui succède sur le trône sous le nom de Jin Feidi, toujours sous la tutelle de Sima Yu et Huan Wen.

### Sous le règne de l'empereur Jin Feidi
Après avoir diffusé des rumeurs affirmant que Jin Feidi est impuissant et que ses fils sont ceux de ses proches, l'ambitieux général Huan Wen parvient à le faire destituer en 372, en contraignant l'impératrice douairière à signer son acte d'abdication. Huan Wen fait exécuter Tian et Meng, les concubines  de Jin Feidi, ainsi que les trois fils qu'elles lui avaient donné. Sima Yu, prince de Kuaiji, devient empereur sous le nom de Jin Jianwendi, tandis que Jin Feidi, réduit au rang de duc de Haixi, est exilé à Wu, dans l'actuel Jiangsu, où il meurt en 386.

### Sous le règne de l'empereur Jin Jianwendi
L'impératrice douairière Chu a peu de rôles pendant son règne. L'empereur lui donne le titre d' impératrice douairière Chongde, d'après le nom de son palais. Jin Jianwendi ne règne que quelques mois avant de mourir de maladie en septembre 372. Son fils Sima Yao, âgé de 10 ans, lui succède en tant qu'empereur Jin Xiaowudi. Wang Tanzhi (王坦之) et Xie An, des fonctionnaires fidèles au clan impérial essayant d'empêcher l'usurpation du trône par Huan Wen, persuadent l'impératrice douairière de redevenir régente.

### Sous le règne de l'empereur Jin Xiaowudi
En 373, lorsque Huan Wen décide de se rendre à Jiankang, la capitale, Wang Tanzhi et Xie An sont envoyés à sa rencontre pour lui souhaiter la bienvenue. La rumeur dit qu'il vient les exécuter et prendre le trône. Xie An impressionne son entourage par son calme et sa maîtrise de soi, déclarant : « Notre journée permettra de déterminer si l'empire survit ou non. » Il dissuade, ce jour-là, Huan Wen de toute démonstration militaire. Ce dernier meurt la même année et l'impératrice douairière Chongde reprend officiellement le rôle de régente jusqu'aux 14 ans de l'empereur en 376.
Elle meurt en 384 et elle est enterrée avec les honneurs dû à son rang.